# Dorian van Rijsselberghe
Dorian van Rijsselberghe (Den Burg, 24 de novembro de 1988) é um velejador holandês, campeão olímpico de RS:X.

## Carreira
Dorian van Rijsselberghe representou seu país nos Jogos Olímpicos de 2012, na qual conquistou a medalha de ouro na classe RS:X. 

### = Rio 2016
Dorian dominou totalmente sua classe nos Jogos, e conquistou novamente o ouro, antes mesmo da medal race.